# Côte-Nord-du-Golfe-du-Saint-Laurent
Pour les articles homonymes, voir Côte Nord.
Côte-Nord-du-Golfe-du-Saint-Laurent est une municipalité du Québec (Canada) située dans la municipalité régionale de comté du Golfe-du-Saint-Laurent, dans la région administrative de la Côte-Nord. La municipalité comprend plusieurs villages disséminés le long de la côte du golfe du Saint-Laurent.

## Géographie
Elle est composée de plusieurs villages distants de plusieurs centaines de kilomètres.

### Villages
- Chevery, où est localisée l'administration municipale
- Harrington Harbour
- Kegaska
- La Romaine (village)
- Tête-à-la-Baleine

### Lieux-dits
- Akamiht Uahakutet (50° 13′ 04″ N, 60° 52′ 51″ O);
- Akanekau Kauitshiht (50° 21′ 12″ N, 60° 10′ 28″ O).

### Municipalités limitrophes
Côte-Nord-du-Golfe-du-Saint-Laurent est composée de deux territoires distincts:
Partie ouest:
Partie est

## Démographie

### Population
| 1991  | 1996  | 2001  | 2006  | 2011 | 2016 | 2021 |
| ----- | ----- | ----- | ----- | ---- | ---- | ---- |
| 1 322 | 1 214 | 1 183 | 1 028 | 971  | 856  | 787  |

### Langues
En 2021, sur une population de 787 habitants, Côte-Nord-du-Golfe-du-Saint-Laurent comptait 28% francophones, 66% anglophones et 6% innuphones (innu-aimun) .

## Administration
La municipalité n'a pas de conseil municipal, étant plutôt dirigée par un administrateur nommé par le gouvernement du Québec.
| Période                                  | Période  | Identité                | Étiquette | Qualité |
| ---------------------------------------- | -------- | ----------------------- | --------- | ------- |
| 1963                                     | 1970     | Gaston Bergeron         |           |         |
| 1970                                     | 1972     | Jean-Paul Daigle        |           |         |
| 1972                                     | 1976     | Henri-Paul Boudreau     |           |         |
| 1976                                     | 2011     | Richmond Monger         |           |         |
| 2011                                     | En cours | Darlene Rowsell-Roberts |           |         |
| Les données manquantes sont à compléter. |          |                         |           |         |

## Film
La Grande Séduction est tourné dans le village de Harrington Harbour, dont le nom est remplacé par le toponymie fictif de Sainte-Marie-la-Mauderne.

## Éducation
La Commission scolaire du Littoral administre les écoles:
- École Netagamiou (francophone et anglophone) - Chevery
- École Gabriel-Dionne School (francophone) - Tête-à-la-Baleine
- École Harrington (anglophone) - Harrington Harbour
- École Kegaska (anglophone) - Kegaska
- École Marie-Sarah aux adultes - La Romaine
  - En 2014 le programme pour enfants a été suspendu[8], précédemment un programme francophone[7].